# Peter Sturholdt
Peter Sturholdt (ur. 7 grudnia 1885 w Red Wing, zm. 27 czerwca 1919 w Saint Louis) – amerykański bokser.
W 1904 na letnich igrzyskach olimpijskich w St. Louis zdobył brązowy medal w kategorii lekkiej. Przegrał pierwszą walkę z Jamesem Bollingerem walczącym pod pseudonimem Carroll Burton. Walki pod nieprawdziwym nazwiskiem były zakazane na igrzyskach i po dyskwalifikacji Bollingera Sturholdt awansował do półfinału, w którym przegrał z Jackiem Eganem. Pojedynek o brązowy medal przegrał z Russellem van Hornem. Gdy w 1905 wyszło na jaw, że Egan było to przybrane nazwisko, bokser ten został pozbawiony medalu, a van Horn i Sturholdt zostali, odpowiednio, srebrnym i brązowym medalistą.